# Undercover (The Rolling Stones)
Undercover  è un album in studio del gruppo rock britannico The Rolling Stones pubblicato nel 1983; è il 17° della discografia inglese e il 19° di quella statunitense.

## Storia
Dopo il precedente album di studio della band, Tattoo You (1981), che era composto in maggioranza da outtakes provenienti da lavori passati, questo fu il primo vero album di inediti pubblicato dagli Stones negli anni ottanta. Le tensioni in studio tra Jagger e Richards, riguardo alla direzione musicale da far intraprendere al gruppo, condizionarono la lavorazione dell'album. Mick Jagger spingeva per svecchiare il sound della band, volendo sperimentare con generi quali reggae, disco music, e new wave, mentre il chitarrista Keith Richards voleva che il gruppo tornasse alle proprie radici blues rock. Di conseguenza il disco si rivelò essere una collezione eclettica di canzoni che spaziano in una grande varietà di stili. Oltre ai membri principali dei Rolling Stones, Ronnie Wood, Bill Wyman, e Charlie Watts, l'album vede la presenza di numerosi musicisti ospiti.
Dal disco furono estratti tre singoli: Undercover of the Night, She Was Hot, e Too Much Blood (in versione dance a vinile 12").
A seguito dei recenti progressi tecnologici in ambito di registrazione, a Mick Jagger e Keith Richards si aggiunse in veste di co-produttore Chris Kimsey, primo produttore discografico esterno fin dai tempi di Jimmy Miller. La lavorazione del disco ebbe inizio presso i Pathe Marconi Studios di Parigi, Francia, nel novembre 1982. Dopo la pausa per le festività natalizie, l'album fu completato a New York l'estate seguente.
L'incisione fu un processo difficile, in gran parte perché Jagger e Richards erano ai ferri corti all'epoca a causa di vari dissidi di carattere artistico. Jagger voleva aggiornare la sonorità del gruppo seguendo i nuovi stili musicali del momento, mentre invece Richards credeva meglio per gli Stones focalizzarsi semplicemente sul rock e le proprie radici blues. Come risultato, ci furono numerose discussioni e liti, e la tensione tra i due membri principali della band sarebbe aumentata negli anni successivi. Un fattore concomitante che contribuì a inasprire la situazione fu il fatto che Richards aveva cambiato stile di vita e pretendeva un ruolo più vigile e attivo all'interno della band, con particolare attenzione alla direzione creativa del gruppo, con grande disappunto di Jagger, che aveva goduto di un quasi completo controllo creativo per circa un decennio.

## Brani
Undercover of the Night, primo singolo estratto dall'album, è un brano di critica politica e sociale sulle dittature sudamericane; l'inno al sadomasochismo Tie You Up (The Pain of Love) e Too Much Blood, quest'ultima ispirata al caso di Issei Sagawa, un giapponese che aveva ucciso e mangiato una studentessa olandese:
Who had a girlfriend in Paris

He, he had to date her for six months

And eventually she said yes

You know, he took her to his apartment

Cut off her head, put the rest of her body

In the refrigerator, ate her piece by piece

Put her in the refrigerator, put her in the freezer»
che aveva una ragazza a Parigi

Lui, aveva cercato di darle un appuntamento per sei mesi

e alla fine lei gli disse di sì

Così, lui la portò nel suo appartamento

le tagliò la testa e mise il resto del corpo

nel frigorifero, mangiandolo un po' per volta

L'ha messa nel frigorifero, l'ha messa nel freezer»
(Too Much Blood, The Rolling Stones)
Musicalmente, Undercover risulta essere una commistione di generi hard-rock, new wave, pop, reggae, dub e soul, riflettendo la lotta per la leadership del gruppo in atto tra Jagger e Richards. Pretty Beat Up è in gran parte una composizione di Ronnie Wood, e Jagger e Richards erano entrambi restii alla sua inclusione nell'album. Too Tough è un pezzo rock più convenzionale e nello stile classico degli Stones.
Think I'm Going Mad era un pezzo registrato durante le sessioni per l'album Emotional Rescue nel 1979. Alla fine venne recuperato come B-side del singolo She Was Hot.

## Pubblicazione e accoglienza
| Recensione                    | Giudizio |
| ----------------------------- | -------- |
| AllMusic                      | [ 4 ]    |
| Blender                       | [ 5 ]    |
| Robert Christgau              | C+       |
| MusicHound                    | [ 7 ]    |
| Onda Rock                     | [ 3 ]    |
| The Rolling Stone Album Guide | [ 8 ]    |

Undercover fu pubblicato nel novembre 1983, e raggiunse la terza posizione in classifica nel Regno Unito e la quarta negli Stati Uniti. Tuttavia, nonostante i buoni piazzamenti, l'album si rivelò una relativa delusione, interrompendo la striscia di primi posti in classifica (escludendo raccolte ed album dal vivo) negli Stati Uniti e fallendo nel produrre singoli di grande successo.
I giudizi contemporanei della critica nei confronti dell'opera sono controversi. In una recensione del disco apparsa sulla rivista Rolling Stone, Kurt Loder assegnò all'album 4 1⁄2 stellette su 5, definendolo "rock & roll senza alibi o scuse". Contrariamente, Robert Christgau definì Undercover un "incomprensibile, esagerato, incoerente pezzo di merda", e lo etichettò come il "peggior album di studio della band".
Anche se in gran parte lodato al momento della pubblicazione, molti fan presto riconobbero Undercover come uno dei lavori peggiori dei Rolling Stones; punto di vista condiviso dallo stesso Mick Jagger in successive interviste. 
Mentre alcuni critici tendono a incolpare la produzione "troppo anni ottanta", allora contemporanea, gran parte dell'album venne registrato in stile hard rock (She Was Hot, Too Tough, All the Way Down, e It Must Be Hell), portando molti a criticare il materiale ritenuto non all'altezza degli standard qualitativi degli Stones. Molte recensioni più recenti hanno anche notato l'eclettismo e la cattiveria dei testi dell'album, quest'ultima indicata come un riflesso della faida Jagger/Richards. Ma è tutta l'opera stessa che in definitiva viene vista come il segno più evidente del declino della band, ormai a corto di idee e pronta ad adeguarsi alle nuove mode musicali.
Undercover si sarebbe rivelato essere l'ultimo album dei Rolling Stones che cercava seriamente di aprire nuove direzioni musicali alla band; in seguito la critica rimproverò spesso i successivi album degli Stones di affidarsi troppo comodamente alla consolidata loro formula di hard rock e blues dei primi anni settanta. Tuttavia, il disco è ancora oggi uno dei meno popolari e conosciuti degli Stones.
Undercover fu l'ultimo album dei Rolling Stones ad essere distribuito in Nord America dalla Rolling Stones Records attraverso l'originale accordo di distribuzione con la Atlantic Records, sussidiaria della Warner Music Group. Nel 1986 l'album è stato distribuito dalla CBS/Sony Music, e successivamente ristampato in formato CD dalla Virgin Records nel 1994, e ancora nel 2009 dalla Universal Music.

## Tracce
Lato A
Testi e musiche di Mick Jagger & Keith Richards, eccetto dove indicato.
1. Undercover of the Night – 4:32
2. She Was Hot – 4:41
3. Tie You Up (The Pain of Love) – 4:16
4. Wanna Hold You – 3:52
5. Feel On Baby – 5:07

Lato B
1. Too Much Blood – 6:14
2. Pretty Beat Up – 4:04 (Jagger/Richards/Wood)
3. Too Tough – 3:52
4. All The Way Down – 3:14
5. It Must Be Hell – 5:04

## Formazione
The Rolling Stones
- Mick Jagger – voce, cori, chitarra, armonica
- Keith Richards – chitarra, cori, voce in Wanna Hold You; basso in Pretty Beat Up
- Ronnie Wood – chitarra, slide guitar, cori; basso in Tie You Up e Wanna Hold You
- Bill Wyman – basso, percussioni, piano in Pretty Beat Up
- Charlie Watts – batteria

Personale aggiuntivo
- Chuck Leavell – tastiera, organo, pianoforte
- Ian Stewart – piano in She Was Hot e Pretty Beat Up, percussioni
- David Sanborn – sassofono
- Sly Dunbar – percussioni
- Robbie Shakespeare – basso
- Moustapha Cisse – percussioni
- Brahms Coundoul – percussioni
- Martin Ditcham – percussioni
- Jim Barber – chitarra in Too Much Blood
- Chops – sezione fiati in Too Much Blood

## Classifiche

### Classifiche settimanali
| Classifica (1983) | Posizione massima |
| ----------------- | ----------------- |
| Australia         | 3                 |
| Austria           | 8                 |
| Canada            | 2                 |
| Francia           | 11                |
| Germania          | 2                 |
| Italia            | 10                |
| Norvegia          | 3                 |
| Nuova Zelanda     | 2                 |
| Paesi Bassi       | 1                 |
| Regno Unito       | 3                 |
| Spagna            | 5                 |
| Stati Uniti       | 4                 |
| Svezia            | 1                 |
| Svizzera          | 5                 |

### Classifiche di fine anno
| Classifica (1983) | Posizione |
| ----------------- | --------- |
| Australia         | 73        |
| Canada            | 45        |
| Italia            | 58        |
| Paesi Bassi       | 29        |
| Regno Unito       | 74        |
| Classifica (1984) | Posizione |
| Canada            | 33        |
| Germania          | 54        |
| Stati Uniti       | 81        |